# BoA Arena Tour 2005 – Best of Soul
BoA Arena Tour 2005 – Best of Soul – album wideo koreańskiej piosenkarki BoA wydany 6 lipca 2004 roku.

## Notowania na listach przebojów
| Kraj    | Lista (2005) | Najwyższa pozycja |
| ------- | ------------ | ----------------- |
| Japonia | DVD Chart    | 5                 |